# Font-Romeu (station)
Pour les articles homonymes, voir Font et Romeu.
Font-Romeu est une station de sports d'hiver des Pyrénées françaises située dans les Pyrénées-Orientales, dans la région Occitanie. Elle forme, avec la station Bolquère - Pyrénées 2000, le domaine skiable Font-Romeu Pyrénées 2000. Elle est sur le territoire de la commune de Font-Romeu-Odeillo-Via.

## Toponymie
La toponymie de Font-Romeu vient du catalan Font-romeu (/fòn ru'mèu/) qui veut dire "la source du pèlerin".

## Histoire
La compagnie des chemins de fer du Midi va soutenir le projet des grands hôtels pour rentabiliser ses lignes (train jaune à Font-Romeu, 1904).
Font-Romeu et Superbagnères se disputent le titre honorifique de 1ère station des Pyrénées. En 1913, à Font-Romeu, le Grand Hôtel ouvre ses portes à une richissime clientèle, qui à 1600m d’altitude vient goûter aux joies des sports d’hiver : patinoire, piste de luges, cours avec moniteur.

## Géographie
La station se trouve à quelques kilomètres du four solaire d'Odeillo. Elle se situe sur les hauteurs de la région naturelle de la Cerdagne, dans les Pyrénées catalanes.
La station se situe dans le bassin de l'Èbre, et fait face à la frontière espagnole et à l'enclave de Llívia en territoire français.
Le front de neige se situe à 1 700 m d'altitude, sur la route départementale 618 qui relie Argelès-sur-Mer à Latour-de-Carol. De fait, la station est accessible par train depuis la gare de Latour-de-Carol, où arrivent des trains de nuit depuis Paris-Austerlitz. Elle est également accessible par la gare de Font-Romeu-Odeillo-Via où circule uniquement le train jaune. En continuant la RD618 vers l'ouest, on arrive à Mont-Louis d'où on passe dans le Conflent (haute vallée du Têt) vers Prades.
Par la route, la station de trouve ainsi à 44 km de Prades, à 65 km de la Seu d'Urgell, à 90 km de Perpignan et à 100 km de Foix. Barcelone est distante quant à elle de 170 km.
Le village et la stations sont dominés par le pic Carlit (2 921 m) dans le massif du même nom. La liaison avec Pyrénées 2000 se fait par le col del Palm, en-dessous du Roc de la Calme où sont situées les pistes de Font-Romeu.